# 23 avril 1983
Le samedi 23 avril 1983 est le 113e jour de l'année 1983.

## Naissances
- Aaron Hill, acteur américain
- Alex Bogomolov, joueur de tennis américain-russe
- Daniela Hantuchová, joueuse de tennis slovaque
- Fernando Perez, joueur de baseball
- Gerhard Zandberg, nageur sud-africain
- Ian Henderson, joueur de rugby
- Jung Soon-Ok, athlète sud-coréenne
- Leon Andreasen, footballeur danois
- María Alche, actrice argentine
- Marta Mangué, joueuse de handball espagnole
- Miloš Karadaglić, guitariste classique monténégrin
- Na'Shan Goddard, joueur américain de football américain
- Raúl Martinez, pilote de rallyes argentin
- Ryan Hollweg, joueur de hockey sur glace américain
- Thomas Genevois, joueur de rugby
- Viliame Waqaseduadua, joueur de rugby
- Yves Bitséki Moto, joueur de football international gabonais

## Décès
- Buster Crabbe (né le 7 février 1908), nageur américain, acteur
- Dimo Todorovski (né en 1910), sculpteur macédonien
- Earl Hines (né le 28 décembre 1903), pianiste jazz
- Finn Salomonsen (né le 31 janvier 1909), ornithologue danois
- Jean Magnan (né le 9 novembre 1939), acteur, metteur en scène de théâtre, dramaturge
- Marguerite Broquedis (née le 17 avril 1893), joueuse de tennis française
- Mohamed Zerbout (né le 10 février 1936), chanteur algérien de chaâbi
- Selena Royle (née le 6 novembre 1904), actrice américaine
- Suzanne La Follette (née le 24 juin 1893), journaliste américaine
- Werner P. Zibaso (né le 5 août 1910), scénariste allemand